# Keryhof
Keryhof. Ein Bauerntheater nach Karl May ist ein mundartlich geprägtes Theaterstück von Johannes Reitmeier, das am 27. Juni 1992 auf der Burg Leuchtenberg uraufgeführt wurde. Regie führte Christian Höllerer.
Vorlage des Stücks ist Karl Mays Der Wurzelsepp, ein Teil des Kolportageromans Der Weg zum Glück.

## Inhalt
Von Besitzgier, Machtstreben und verhängnisvoller Spielleidenschaft getrieben, verstrickt sich der Großbauer Georg Kery mehr und mehr in ein Netz verbrecherischer Machenschaften und liefert sich der Gewalt gewissenloser Schmugglerkönige aus. Allein der mutige Widerstand seiner Tochter Gisela und die Beherztheit seines Oberknechts Berthold (im Roman: Ludwig) retten den Bauern vor dem völligen Ruin.

## Aufführungen
- 1992 und 1993 auf der Burg Leuchtenberg
- 1993 in der Jahnhalle in Bad Kötzting
- 1994 in Trauterfing
- 2004 auf der Naturbühne Burg Neuhaus
- 2011 und 2012 auf der Freilichtbühne Burg Lichteneck bei Rimbach[5]
- 2012 auf dem Jexhof bei Schöngeising nahe Fürstenfeldbruck

## Kritik zur Aufführung 2012
„Das Stück um ‚Liebe, Hass und Schwirz’n‘ bringen die Schauspieler an diesem Abend wieder so auf Bühne, dass es vom Publikum anschließend minutenlangen Applaus gibt. Das liegt nicht nur an den optimal besetzten und gespielten Hauptrollen um Gisela, Berthold, Kery und Osec, sondern auch an der Leistung des gesamten Ensembles. Dabei haben die Zuschauer in dem eher düsteren Stück – nicht zuletzt aufgrund der Stimmung, die durch die Beleuchtung erzeugt wird – auch etwas zu lachen, gerade wenn sich viele Schauspieler auf der Bühne befinden. Ob beim Maitanz, bei dem die sonst im Hintergrund spielende Kapelle (Markus Hofmann, Lorenz Lang, Max Weiß, Christin Schreiner, Teresa Zemmler und Kornelia Bachl-Adler) auch aktiv im Stück mitspielt, oder beim ersten Auftritt von Stefan Osec als Tollpatsch – die Kommentare des Gesindes sind immer für Lacher gut.
Nach der Premiere waren Mitwirkende und Ehrengäste noch in den Pallas der Burgruine zur Premierenfeier geladen, wo der überaus gelungene Auftakt der Festspielsaison auf Burg Lichtenegg gebührend gefeiert wurde.“

## Sonstiges
Das in oberbayerischer Mundart geschriebene Textbuch erschien im Verlag Eisengrein. Die Empfehlung des Autors lautete, für eine regionale Aufführung die Mundart anzupassen.